# Crescent (Wisconsin)
Crescent – miasto w Stanach Zjednoczonych, w stanie Wisconsin, w hrabstwie Oneida.